# Velká čtyřka (lodě)
Velká čtyřka byla čtveřice parníků s tonáží nad 20 000 BRT vybudovaná na počátku 20. století pro White Star Line v loděnicích Harland & Wolff:
RMS Celtic (1901)

RMS Cedric (1902)

RMS Baltic (1903)

RMS Adriatic (1907)

## Počátek
V roce 1899 si White Star Line nechala postavit RMS Oceanic, který překonal Great Eastern v délce, ale ne v tonáži. Po smrti Thomase Ismaye zrušila White Star Line objednávku Olympiku, sesterské lodě pro Oceanic. Místo toho započala nový projekt, který měl za cíl vybudovat největší lodě na světě, tzv. Velkou čtyřku.

## Historie
V roce 1901 si White Star Line objednala sérii čtyř lodí, které se měly stát větší než Great Eastern pod názvem Velká čtyřka. Tyto lodě byly navrženy tak, aby měly tonáž nad 20000 BRT a spíše, než na rychlost a získání modré stuhy se soustředilo na to, aby byly luxusnější, než konkurenční lodě. První z lodí, Celtic, navrhl Thomas Ismay ještě před svou smrtí. Na vodu byl spuštěn 4. dubna 1901 a na svou první plavbu vyplul 26. července. Byl kratší než Oceanic, ale stále delší než Great Eastern. Po dokončení se stal největší lodí na světě se svými 21 035 BRT. Po něm následoval Cedric, který byl spuštěn 21. srpna 1902 a na svou první plavbu vyplul 11. února 1903. Když byl spuštěn, byla to se svými 21 073 BRT největší pohybující-se věc na světě.
Poté následoval Baltic, který byl spuštěn 21. listopadu 1903 a na svou první plavbu vyplul 29. června 1904. Do roku 1905 byl největší loď na světě, dokud nebyla vyrobena loď společnosti Hamburg America Line Kaiserin Auguste Victoria, která měla větší tonáž. Popularitu Velké čtyřky ale předběhla dvojice lodí Cunard line Mauretania a Lusitania, které byly obě větší, než Adriatic, který byl s 24 541 BRT z Velké čtyřky největší. Protože v době spuštění Adriatiku byla už Lusitania dokončena, nebyl jako jediný ze čtyřky nikdy největší lodí světa. Loď rejdařství Red Star Line, SS Lapland s ekonomičtější tonáží 17000 BRT, byl virtuální sesterskou lodí Velké čtyřky, protože měl podobný tvar a rozměry a byl také vybudován v loděnicích Harland & Wolff.